# Chica Bomb
«Chica Bomb» — первый сингл Дана Балана с его второго студийного альбома Crazy Loop Mix, выпущенный в феврале 2010 года.

## Успех
В России композиция появилась в эфире многих радиостанций и заняла высокие места в их чартах: DFM, NRJ, Хит FM и Love Radio. 19 июня 2010 года песня заняла 3 место в российском чарте цифровых синглов.

## Видео
Видеоклип на песню был загружен на YouTube 14 октября 2009 года, и на октябрь 2010 года набрало более 13 млн просмотров. Режиссёром видеоклипа стал известный в музыкальных кругах режиссёр Хайп Уильямс, снимающий клипы для всемирно известных музыкальных исполнителей: Jay-Z, Джессика Симпсон, Puff Daddy, Джанет Джексон, Missy Elliott, DMX и других.
В съемках клипа участвовали Бриттен Келли, Эшли Шульц, Дженнифер Хамфри и Майра Муньос.

## Список композиций
| №  | Название                                            | Длительность |
| -- | --------------------------------------------------- | ------------ |
| 1. | «Chica Boom» (UK Radio Edit)                        | 3:11         |
| 2. | «Chica Bomb» (Extended Version)                     | 4:20         |
| 3. | «Chica Bomb» (Chew Fu Hurt Locker Fix Extended Mix) | 5:37         |
| 4. | «Chica Bomb» (Buzz Junkies Remix)                   | 6:08         |
| 5. | «Chica Bomb» (Buzz Junkies Radio Edit)              | 3:38         |
| 6. | «Chica Bomb» (Vanotek Remix)                        | 4:09         |

## Чарты
| Чарт (2010)                      | Лучшая позиция |
| -------------------------------- | -------------- |
| Австралия (ARIA)                 | 100            |
| Австрия (Ö3 Austria Top 40)      | 64             |
| Чехия (Rádio — Top 100)          | 6              |
| Дания (Tracklisten)              | 36             |
| Германия (GfK)                   | 37             |
| Венгрия (Dance Top 40)           | 8              |
| Poland (Dance Top 50)            | 7              |
| Poland (Video Chart)             | 5              |
| Romania (Romanian Top 100)       | 1              |
| Румыния (Romanian Radio Airplay) | 1              |
| Румыния (Romania TV Airplay)     | 1              |
| Шотландия (OCC Scotland)         | 32             |
| Словакия (Rádio — Top 100)       | 35             |
| Великобритания (OCC UK Dance)    | 7              |
| Великобритания (OCC UK Singles)  | 44             |